# Józef Marusarz
Józef Marusarz (ur. 25 stycznia 1926 w Zakopanem, zm. 3 kwietnia 1996 tamże) – narciarz, olimpijczyk z St. Moritz 1948, Oslo 1952 i Cortina d’Ampezzo 1956, pięciokrotny mistrz Polski w konkurencjach alpejskich, akademicki mistrz świata, architekt.
Ukończył studia na Wydziale Architektury Politechniki Krakowskiej. Swoją karierę narciarską rozpoczął jako nastolatek w SN PTT. W wieku 13 lat wystartował po raz pierwszy w zawodach narciarskich razem z seniorami zajmując 25. miejsce w biegu zjazdowym i 14 w kombinacji alpejskiej. Po wojnie kontynuował uprawianie sportu.
Był wielokrotnym medalistą mistrzostw Polski w konkurencjach alpejskich:
- Mistrz Polski
  - zjeździe (1947)
  - slalomie specjalnym (1947,1948)
  - slalomie gigancie (1951)
  - kombinacji alpejskiej (1947)
- Wicemistrz Polski
  - zjeździe (1950,1954)
  - slalomie specjalnym (1946,1953-1955)
  - slalomie gigancie (1955)
  - kombinacji alpejskiej (1946,1948,1954-1955).

Był akademickim mistrzem świata w zjeździe (1949), kombinacji alpejskiej (1949) i slalomie gigancie (1953). Dwukrotny zwycięzca Memoriału B.Czecha i H.Marusarzówny.
Trzykrotnie brał udział w igrzyskach olimpijskich. W 1948 roku zajął 35. miejsce w zjeździe, 31. miejsce w slalomie specjalnym i 27. miejsce w kombinacji alpejskiej. W roku 1952 wystartował w biegu zjazdowym zajmując 43. miejsce oraz w slalomie gigancie zajmując 48. miejsce. Na kolejnych igrzyskach (1956) wystartował tylko w slalomie gigancie zajmując 35. miejsce.
W 1964 zakończył karierę sportową i podjął pracę w Biurze Planowania w Zakopanem. Pracował w zawodzie architekta rok w Wiedniu, trzy lata w Kanadzie. Po powrocie przez rok pracował w Bielsku, a następnie przeniósł się do Zakopanego. Był synem Jędrzeja Marusarza, bratem Andrzeja Marusarza i stryjecznym bratem Stanisława Marusarza. Został pochowany na Pęksowym Brzyzku (kw. P-II-3).

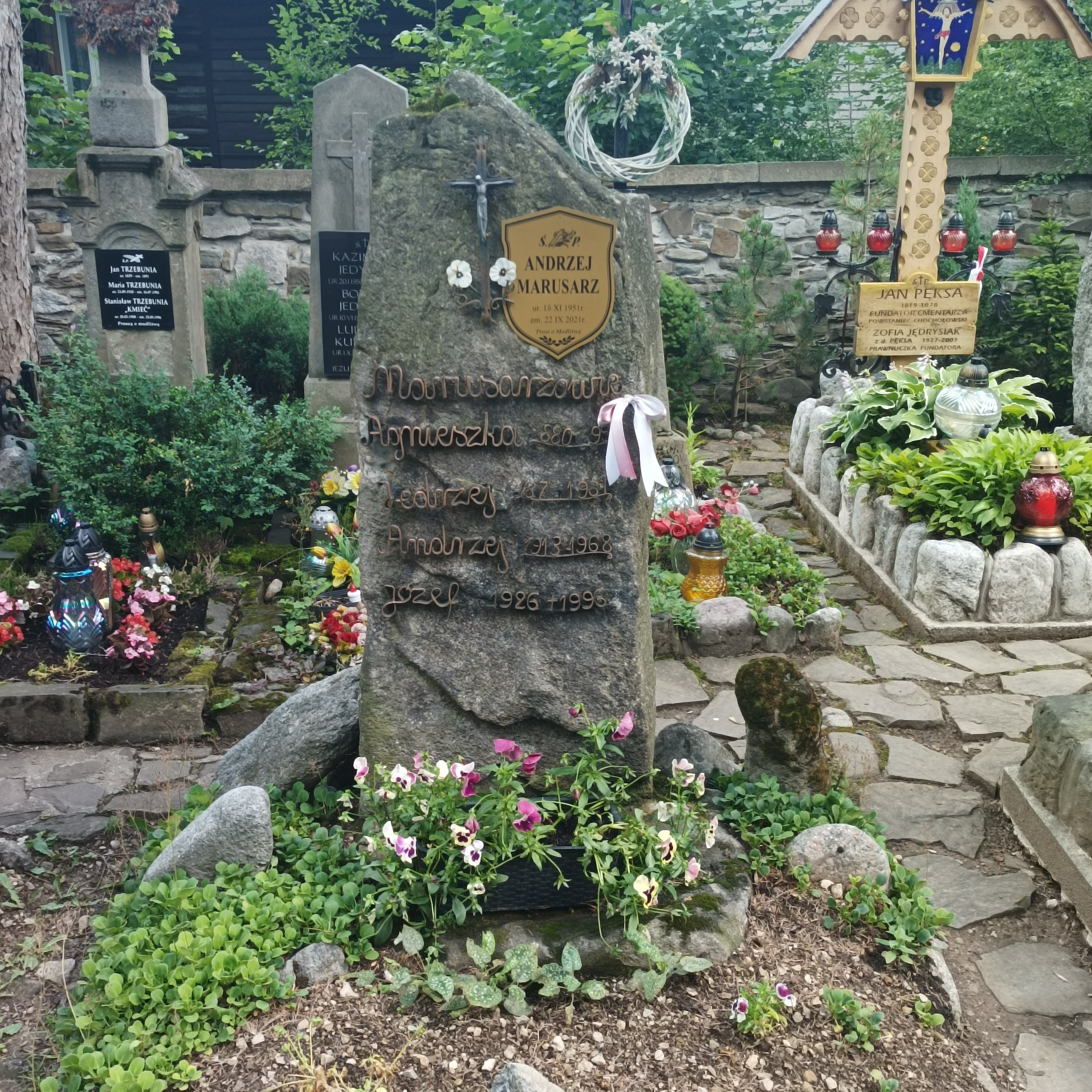
Grób Józefa Marusarza na Cmentarzu Zasłużonych na Pęksowym Brzyzku